# Trung tâm Công nghệ nhân đạo
Trung tâm công nghệ nhân đạo (tiếng anh: Center for Humane Technology, tên trước kia: Time Well Spent) là một tổ chức phi lợi nhuận tập trung vào tính đạo đức trong việc sử dụng thiết bị điện tử. Trung tâm ủng hộ các cơ quan quản lý và các công ty công nghệ tránh các tính năng của mạng xã hội và tác nhân kích thích mà được coi là góp phần gây nghiện internet, cực đoan chính trị và tạo ra thông tin sai lệch.

## Bối cảnh
Sau khi Tristan Harris bắt đầu lan tỏa ý tưởng của mình về tính đạo đức trong thiết kế công nghệ tại Google, anh đã được đưa lên vị trí "triết gia sản phẩm" với nhiệm vụ nghiên cứu cách giúp các công ty kết hợp những thiết kế mang tính đạo đức cho người dùng. Tháng 12/2015, anh rời Google để tập trung vào phát triển ý tưởng của mình. Cựu nhân viên Google đã thành lập dự án nhằm nâng cao nhận thức về thiết kế có chủ ý làm cho điện tử tiêu dùng trở nên gây nghiện. Trong lúc đó, James Williams đã dành thời gian tập trung vào tính đạo đức của thiết kế công nghệ. Hai người này đã cùng nhau sáng lập tổ chức tên là Time Well Spent để tăng nhận thức và bàn luận về các khía cạnh thường bị bỏ qua của công nghệ, chẳng hạn như sự tập trung/phân tán và cách chúng ảnh hưởng lên người dùng.

## Hoạt động
Tổ chức này khuyến khích các công ty và đội ngũ thiết kế nên tôn trọng thời gian của người dùng cũng như tạo ra các sản phẩm đem lại nhiều lợi ích hơn là tận dụng chúng như một công cụ quảng cáo. Các công ty công nghệ tối đa hóa lợi ích sản phẩm bằng nhiều cách: hệ thống khen thưởng biến đổi không liên tục, khiến người dùng cảm thấy sợ bỏ lỡ điều gì đó quan trọng, tăng mong muốn được hòa nhập xã hội, tăng cường nhu cầu đáp lại hành động của người khác và làm gián đoạn các hoạt động hàng ngày của cá nhân để nhắc nhở họ về một thông báo. Harris tuyên bố rằng công nghệ giống như các máy đánh bạc, trong đó cả hai đều sử dụng phần thưởng biến đổi không liên tục gây nghiện. Theo Harris, các công ty có trách nhiệm giảm hiệu ứng này, thông qua các kỹ thuật như tăng khả năng dự đoán thiết kế của họ và tất cả cùng loại bỏ hệ thống phần thưởng biến đổi không liên tục.

## Tác động
Trong một bài đăng năm 2018, Giám đốc điều hành Facebook Mark Zuckerberg đã chia sẻ "nhiệm vụ của chúng tôi không chỉ mang đến một ứng dụng để giải trí, mà còn tốt cho sức khỏe của mọi người", đồng thời thông báo "một thay đổi lớn trong cách chúng tôi xây dựng Facebook" để thời gian dành cho trang web là "thời gian được sử dụng hữu ích".
Một trong những nỗ lực của Trung tâm Công nghệ Nhân đạo sẽ là một chiến dịch truyền thông về sự nguy hiểm của công nghệ, với Common Sense Media. Common Sense có cam kết quyên góp trị giá 50 triệu đô la cho hoạt động truyền thông và thời gian phát sóng với các đối tác bao gồm Comcast và DirecTV.